# Нова Зеландія на літніх Олімпійських іграх 2016
Нова Зеландія на літніх Олімпійських ігор 2016 була представлена 199 спортсменами у 20 видах спорту.

## Спортсмени
| Дисципліна                      | Чоловіки | Жінки | Разом |
| ------------------------------- | -------- | ----- | ----- |
| Легка атлетика                  | 8        | 6     | 14    |
| Веслування на байдарках і каное | 2        | 6     | 8     |
| Велоспорт                       | 12       | 8     | 20    |
| Стрибки у воду                  | 0        | 1     | 1     |
| Кінний спорт                    | 3        | 2     | 5     |
| Хокей на траві                  | 16       | 16    | 32    |
| Футбол                          | 0        | 18    | 18    |
| Гольф                           | 2        | 1     | 3     |
| Гімнастика                      | 2        | 1     | 3     |
| Дзюдо                           | 0        | 1     | 1     |
| Академічне веслування           | 22       | 14    | 36    |
| Регбі-7                         | 12       | 12    | 24    |
| Вітрильний спорт                | 7        | 5     | 12    |
| Стрільба                        | 1        | 2     | 3     |
| Плавання                        | 6        | 3     | 9     |
| Тхеквондо                       | 0        | 1     | 1     |
| Теніс                           | 2        | 0     | 2     |
| Тріатлон                        | 2        | 2     | 4     |
| Важка атлетика                  | 1        | 1     | 2     |
| Боротьба                        | 1        | 0     | 1     |
| Разом                           | 99       | 100   | 199   |

## Медалісти
| Медаль | Спортсмен | Вид спорту                      | Дисципліна                            | Дата      |
| ------ | --- | ------------------------------- | ------------------------------------- | --------- |
| Золото | Геміш Бонд Ерік Маррей | Академічне веслування           | двійки парні                          | 11 серпня |
| Золото | Мае Дрісдейл | Академічне веслування           | одиночки (чоловіки)                   | 13 серпня |
| Золото | Ліза Керрінгтон | Веслування на байдарках і каное | байдарки-одиночки, 200 метрів (жінки) | 16 серпня |
| Золото | Пітер Берлінг Блер Тьюк | Вітрильний спорт                | чоловіки 49er                         | 18 серпня |
| Срібло | Наталі Руні | Стрільба                        | трап (жінки)                          | 7 серпня  |
| Срібло | Нова Зеландія (NZL) Шакіра Бейкер Келлі Браз'єр Гейл Бротон Тереза Фіцпатрік Сара Госс Гуріана Мануель Кайла Макалістер Тайла Натан-Вонг Теріна Те Тамакі Рубі Туї Ніалл Вільямс Портія Вудмен | Регбі-7                         | Жіночий турнір                        | 8 серпня  |
| Срібло | Лука Джонс | Веслування на байдаках і каное  | водний слалом на байдарках            | 11 серпня |
| Срібло | Едвард Докінс Етан Мітчелл Сем Вебстер | Велоспорт                       | командний спринт                      | 11 серпня |
| Срібло | Валері Адамс | Легка атлетика                  | штовхання ядра                        | 12 серпня |
| Срібло | Дженев'єв Берент Ребекка Скоун | Академічне веслування           | жінки, двійки                         | 12 серпня |
| Срібло | Джо Алех Олівія Поурі | Вітрильний спорт                | жінки, 470                            | 18 серпня |
| Срібло | Александра Мелоні Моллі Міч | Вітрильний спорт                | 49er FX                               | 18 серпня |
| Срібло | Лідія Ко | Гольф                           | жінки                                 | 20 серпня |
| Бронза | Сем Міч | Вітрильний спорт                | Лазер                                 | 16 серпня |
| Бронза | Ліза Керрінгтон | Веслування на байдарках і каное | байдарки-одиночки, 500 м (жінки)      | 18 серпня |
| Бронза | Томас Волш | Легка атлетика                  | штовхання ядра (чоловіки)             | 18 серпня |
| Бронза | Еліза Маккартні | Легка атлетика                  | стрибки з жердиною (жінки)            | 19 серпня |
| Бронза | Нік Вілліс | Легка атлетика                  | 1500 м (чоловіки)                     | 20 серпня |

| Спорт       |   |   |   | Разом |
| Ак. весл.   | 2 | 1 | 0 | 3     |
| Вітрильний  | 1 | 2 | 1 | 4     |
| Байд.-каное | 1 | 1 | 1 | 3     |
| Легк. атл.  | 0 | 1 | 3 | 4     |
| Велоспорт   | 0 | 1 | 0 | 1     |
| Гольф       | 0 | 1 | 0 | 1     |
| Регбі-7     | 0 | 1 | 0 | 1     |
| Стрільба    | 0 | 1 | 0 | 1     |
| Разом       | 4 | 9 | 5 | 18    |

| Дата      |   |   |   | Разом |
| 6 серпня  | 0 | 0 | 0 | 0     |
| 7 серпня  | 0 | 1 | 0 | 1     |
| 8 серпня  | 0 | 1 | 0 | 1     |
| 9 серпня  | 0 | 0 | 0 | 0     |
| 10 серпня | 0 | 0 | 0 | 0     |
| 11 серпня | 1 | 2 | 0 | 3     |
| 12 серпня | 0 | 2 | 0 | 2     |
| 13 серпня | 1 | 0 | 0 | 1     |
| 14 серпня | 0 | 0 | 0 | 0     |
| 15 серпня | 0 | 0 | 0 | 0     |
| 16 серпня | 1 | 0 | 1 | 2     |
| 17 серпня | 0 | 0 | 0 | 0     |
| 18 серпня | 1 | 2 | 2 | 5     |
| 19 серпня | 0 | 0 | 1 | 1     |
| 20 серпня | 0 | 1 | 1 | 2     |
| 21 серпня | 0 | 0 | 0 | 0     |
| Разом     | 4 | 9 | 5 | 18    |

| Гендер   |   |   |   | Разом |
| Чоловіки | 3 | 1 | 3 | 7     |
| Жінки    | 1 | 8 | 2 | 11    |
| Разом    | 4 | 9 | 5 | 18    |

## Легка атлетика
Легенда
- Note – для трекових дисциплін місце вказане лише для забігу, в якому взяв участь спортсмен
- Q = пройшов у наступне коло напряму
- q = пройшов у наступне коло за добором (для трекових дисциплін - найшвидші часи серед тих, хто не пройшов напряму; для технічних дисциплін - увійшов до визначеної кількості фіналістів за місцем якщо напряму пройшло менше спортсменів, ніж визначена кількість)
- NR = Національний рекорд
- N/A = Коло відсутнє у цій дисципліні
- Bye = спортсменові не потрібно змагатися у цьому колі

Трекові і шосейні дисципліни
Чоловіки
| Спортсмен      | Дисципліна      | Попередній забіг | Попередній забіг | Півфінал        | Півфінал        | Фінал           | Фінал           |
| Спортсмен      | Дисципліна      | Результат        | Місце            | Результат       | Місце           | Результат       | Місце           |
| -------------- | --------------- | ---------------- | ---------------- | --------------- | --------------- | --------------- | --------------- |
| Геміш Карсон   | 1500 м          | 3:48.18          | 8                | Завершив виступ | Завершив виступ | Завершив виступ | Завершив виступ |
| Джуліан Метьюс | 1500 м          | 3:40.40          | 9                | Завершив виступ | Завершив виступ | Завершив виступ | Завершив виступ |
| Квентін Р'ю    | ходьба на 20 км | Н/Д              | Н/Д              | Н/Д             | Н/Д             | DSQ             | DSQ             |
| Квентін Р'ю    | ходьба на 50 км | Н/Д              | Н/Д              | Н/Д             | Н/Д             | 3:49:32         | 12              |
| Зейн Робертсон | 10000 м         | Н/Д              | Н/Д              | Н/Д             | Н/Д             | 27:33.67 NR     | 12              |
| Нік Вілліс     | 1500 м          | 3:38.55          | 6 Q              | 3:39.96         | 3 Q             | 3:50.24         | 3               |

Жінки
| Спортсменка   | Дисципліна      | Попередній забіг | Попередній забіг | Півфінал         | Півфінал         | Фінал            | Фінал            |
| Спортсменка   | Дисципліна      | Результат        | Місце            | Результат        | Місце            | Результат        | Місце            |
| ------------- | --------------- | ---------------- | ---------------- | ---------------- | ---------------- | ---------------- | ---------------- |
| Алана Барбер  | ходьба на 20 км | Н/Д              | Н/Д              | Н/Д              | Н/Д              | 1:35:55          | 35               |
| Ніккі Гамблін | 1500 м          | 4:11.88          | 13               | Завершила виступ | Завершила виступ | Завершила виступ | Завершила виступ |
| Ніккі Гамблін | 5000 м          | 16:43.61         | 15 q             | Н/Д              | Н/Д              | 16:14.24         | 17               |
| Люсі Олівер   | 5000 м          | 15:53.77         | 14               | Н/Д              | Н/Д              | Завершила виступ | Завершила виступ |
| Енджі Петті   | 800 м           | 2:02.40          | 4                | Завершила виступ | Завершила виступ | Завершила виступ | Завершила виступ |

Технічні дисципліни
| Спортсмен       | Дисципліна                 | Кваліфікація | Кваліфікація | Фінал           | Фінал           |
| Спортсмен       | Дисципліна                 | Результат    | Місце        | Результат       | Місце           |
| --------------- | -------------------------- | ------------ | ------------ | --------------- | --------------- |
| Стюарт Фаркуар  | метання списа (чоловіки)   | 77.32        | 29           | Завершив виступ | Завершив виступ |
| Джако Гілл      | штовхання ядра (чоловіки)  | 20.80        | 4 Q          | 20.50           | 9               |
| Tom Walsh       | штовхання ядра (чоловіки)  | 21.03        | 2 Q          | 21.36           | 3               |
| Валері Адамс    | штовхання ядра (жінки)     | 19.74        | 1 Q          | 20.42           | 2               |
| Еліза Маккартні | стрибки з жердиною (жінки) | 4.60         | 5 Q          | 4.80 NR         | 3               |

## Веслування на байдарках і каное

### Слалом
| Спортсмен   | Дисципліна   | Попередній раунд | Попередній раунд | Попередній раунд | Попередній раунд | Попередній раунд | Попередній раунд | Півфінал | Півфінал | Фінал  | Фінал |
| Спортсмен   | Дисципліна   | Заплив 1         | Місце            | Заплив 2         | Місце            | Кращий           | Місце            | Час      | Місце    | Час    | Місце |
| ----------- | ------------ | ---------------- | ---------------- | ---------------- | ---------------- | ---------------- | ---------------- | -------- | -------- | ------ | ----- |
| Mike Dawson | чоловіки Б-1 | 88.91            | 4                | 90.86            | 10               | 88.91            | 8 Q              | 91.47    | 5        | 93.07  | 10    |
| Лука Джонс  | жінки Б-1    | 100.59           | 2                | 101.96           | 3                | 100.59           | 4 Q              | 108.05   | 7        | 101.82 | 2     |

### Спринт
| Спортсмен                                        | Дисципліна             | Заїзди   | Заїзди | Півфінали       | Півфінали       | Фінал           | Фінал           |
| Спортсмен                                        | Дисципліна             | Час      | Місце  | Час             | Місце           | Час             | Місце           |
| ------------------------------------------------ | ---------------------- | -------- | ------ | --------------- | --------------- | --------------- | --------------- |
| Мартін Макдавелл                                 | Б-1, 1000 м (чоловіки) | 3:39.58  | 20     | Завершив виступ | Завершив виступ | Завершив виступ | Завершив виступ |
| Ліза Керрінгтон                                  | Б-1, 200 м (жінки)     | 40.422   | 3 Q    | 39.561          | 1 FA            | 39.864          | 1               |
| Ліза Керрінгтон                                  | Б-1, 500 м (жінки)     | 1:54.765 | 4 Q    | 1:56.155        | 2 FA            | 1:54.372        | 3               |
| Еймі Фішер Кайла Імрі Джеймі Ловетт Кейтлін Раян | Б-4, 500 м (жінки)     | 1:33.782 | 6 Q    | 1:34.778        | 2 FA            | 1:38.198        | 5               |

Пояснення до кваліфікації: FA = Кваліфікувались до фіналу A (за медалі); FB = Кваліфікувались до фіналу B (не за медалі)

## Велоспорт

### Шосе
| Спортсмен                    | Дисципліна                       | Час          | Місце        |
| ---------------------------- | -------------------------------- | ------------ | ------------ |
| Джордж Беннетт               | Групова шосейна гонка (чоловіки) | 6:21:54      | 33           |
| Закарі Вільямс               | Групова шосейна гонка (чоловіки) | Не фінішував | Не фінішував |
| Лінда Мелані Віллюмсен Серуп | групова шосейна гонка (жінки)    | 3:56:34      | 23           |
| Лінда Мелані Віллюмсен Серуп | роздільна шосейна гонка (жінки)  | 44:54.71     | 6            |

### Трек
Спринт
| Спортсмен     | Дисципліна        | Кваліфікація           | Кваліфікація | Раунд 1                         | Втішний поєдинок 1              | Раунд 2                         | Втішний поєдинок 2              | Чвертьфінали                    | Півфінали                       | Фінал                                                        | Фінал           |
| Спортсмен     | Дисципліна        | Час Швидкість (км/год) | Місце        | Суперник Час Швидкість (км/год) | Суперник Час Швидкість (км/год) | Суперник Час Швидкість (км/год) | Суперник Час Швидкість (км/год) | Суперник Час Швидкість (км/год) | Суперник Час Швидкість (км/год) | Суперник Час Швидкість (км/год)                              | Місце           |
| ------------- | ----------------- | ---------------------- | ------------ | ------------------------------- | ------------------------------- | ------------------------------- | ------------------------------- | ------------------------------- | ------------------------------- | ------------------------------------------------------------ | --------------- |
| Едвард Докінс | спринт (чоловіки) | 9.895 72.764           | 10 Q         | Вебстер (NZL) L                 | Леві (GER) Філліп (TTO) L       | Завершив виступ                 | Завершив виступ                 | Завершив виступ                 | Завершив виступ                 | Завершив виступ                                              | Завершив виступ |
| Sam Webster   | спринт (чоловіки) | 9.880 72.874           | 9 Q          | Докінс (NZL) W 10.159 70.873    | не брав участі                  | Дмітрієв (RUS) L                | Сюй Ч (CHN) Puerta (COL) L      | Завершив виступ                 | Завершив виступ                 | 9th place final Леві (GER) Puerta (COL) Хогланд (NED) L      | 12              |
| Наташа Хансен | спринт (жінки)    | 10.871 NR 66.231       | 7 Q          | O'Brien (CAN) W 11.400 63.157   | не брав участі                  | Фоґель (GER) L                  | Крупекайте (LTU) Куефф (FRA) L  | Завершила виступ                | Завершила виступ                | 9th place final Мірс (AUS) Вельте (GER) Куефф (FRA) W 11.795 | 9               |
| Олівія Подмор | спринт (жінки)    | 11.315 63.632          | 23           | Завершив виступ                 | Завершив виступ                 | Завершив виступ                 | Завершив виступ                 | Завершив виступ                 | Завершив виступ                 | Завершив виступ                                              | Завершив виступ |

Командна першість sprint
| Спортсмен                              | Дисципліна                  | Кваліфікація           | Кваліфікація | Півфінали                          | Півфінали        | Фінал                                 | Фінал            |
| Спортсмен                              | Дисципліна                  | Час Швидкість (км/год) | Місце        | Суперник Час Швидкість (км/год)    | Місце            | Суперник Час Швидкість (км/год)       | Місце            |
| -------------------------------------- | --------------------------- | ---------------------- | ------------ | ---------------------------------- | ---------------- | ------------------------------------- | ---------------- |
| Едвард Докінс Етан Мітчелл Sam Webster | командний спринт (чоловіки) | 42.673 63.271          | 2 Q          | Німеччина (GER) W 42.535 OR 63.477 | 1 FA             | Велика Британія (GBR) L 42.542 63.466 | 2                |
| Наташа Хансен Олівія Подмор            | командний спринт (жінки)    | 34.346 52.407          | 9            | Завершила виступ                   | Завершила виступ | Завершила виступ                      | Завершила виступ |

Qualification legend: FA=Фінал за золоту медаль; FB=Фінал за бронзову медаль
Переслідування
| Спортсмен                                                             | Дисципліна                               | Кваліфікація | Кваліфікація | Півфінали                      | Півфінали | Фінал                 | Фінал |
| Спортсмен                                                             | Дисципліна                               | Час          | Місце        | Opponent Результати            | Місце     | Opponent Результати   | Місце |
| --------------------------------------------------------------------- | ---------------------------------------- | ------------ | ------------ | ------------------------------ | --------- | --------------------- | ----- |
| Пітер Буллінг Аарон Гейт Реган Гоф Ділан Кеннетт Гейден Ролстон       | командна гонка переслідування (чоловіки) | 3:55.977     | 4 Q          | Велика Британія (GBR) 3:55.654 | 4         | Данія (DEN) 3:56.753  | 4     |
| Рашлі Б'юкенен Лорен Елліс Джеймі Нільсен Ракель Шит Джорджія Вільямс | командна гонка переслідування (жінки)    | 4:20.061     | 5 Q          | Польща (POL) 4:17.592          | 4         | Канада (CAN) 4:18.459 | 4     |

Кейрін
| Спортсмен     | Дисципліна        | Перший раунд | Втішний поєдинок | Другий раунд     | Final            |
| Спортсмен     | Дисципліна        | Місце        | Місце            | Місце            | Місце            |
| ------------- | ----------------- | ------------ | ---------------- | ---------------- | ---------------- |
| Едвард Докінс | Кейрін (чоловіки) | 4 R          | 3                | Завершив виступ  | Завершив виступ  |
| Sam Webster   | Кейрін (чоловіки) | 1 Q          | Bye              | 6 FB             | 7                |
| Наташа Хансен | кейрін (жінки)    | 3 R          | 2                | Завершила виступ | Завершила виступ |
| Олівія Подмор | кейрін (жінки)    | DNF R        | 5                | Завершив виступ  | Завершив виступ  |

Омніум
| Спортсмен     | Дисципліна        | Скретч | Скретч | Індивідуальна гонка переслідування | Індивідуальна гонка переслідування | Індивідуальна гонка переслідування | Гонка на вибування | Гонка на вибування | Гіт з місця на 1 км | Гіт з місця на 1 км | Гіт з місця на 1 км | Гіт з ходу на 250 м | Гіт з ходу на 250 м | Гіт з ходу на 250 м | Гонка за очками | Гонка за очками | Загалом очок | Місце |
| Спортсмен     | Дисципліна        | Місце  | Очки   | Час                                | Місце                              | Очки                               | Місце              | Очки               | Час                 | Місце               | Очки                | Час                 | Місце               | Очки                | Очки            | Місце           | Загалом очок | Місце |
| ------------- | ----------------- | ------ | ------ | ---------------------------------- | ---------------------------------- | ---------------------------------- | ------------------ | ------------------ | ------------------- | ------------------- | ------------------- | ------------------- | ------------------- | ------------------- | --------------- | --------------- | ------------ | ----- |
| Ділан Кеннетт | омніум (чоловіки) | 5      | 32     | 4:20.180                           | 6                                  | 30                                 | 17                 | 8                  | 1:00.923            | 1                   | 40                  | 12.506              | 1                   | 40                  | −7              | 15              | 143          | 8     |
| Лорен Елліс   | омніум (жінки)    | 5      | 32     | 3:33.221                           | 6                                  | 30                                 | 11                 | 20                 | 36.427              | 11                  | 20                  | 14.574              | 14                  | 14                  | 73              | 2               | 189          | 4     |

### Маунтінбайк
| Спортсмен | Дисципліна             | Час         | Місце |
| --------- | ---------------------- | ----------- | ----- |
| Сем Ґейз  | маунтінбайк (чоловіки) | LAP (1 lap) | 37    |

### BMX
| Спортсмен   | Дисципліна     | Кваліфікація | Кваліфікація | Чвертьфінал | Чвертьфінал | Півфінал | Півфінал | Фінал           | Фінал           |
| Спортсмен   | Дисципліна     | Результат    | Місце        | Очки        | Місце       | Очки     | Місце    | Результат       | Місце           |
| ----------- | -------------- | ------------ | ------------ | ----------- | ----------- | -------- | -------- | --------------- | --------------- |
| Трент Джонс | BMX (чоловіки) | 36.331       | 25           | 7           | 2 Q         | 17       | 7        | Завершив виступ | Завершив виступ |

## Стрибки у воду
| Спортсмен    | Дисципліна                | Попередні змагання | Попередні змагання | Півфінали        | Півфінали        | Фінал            | Фінал            |
| Спортсмен    | Дисципліна                | Очки               | Місце              | Очки             | Місце            | Очки             | Місце            |
| ------------ | ------------------------- | ------------------ | ------------------ | ---------------- | ---------------- | ---------------- | ---------------- |
| Елізабет Кві | трамплін, 3 метри (жінки) | 273.30             | 24                 | Завершила виступ | Завершила виступ | Завершила виступ | Завершила виступ |

## Кінний спорт

### Виїздка
| Спортсмен   | Кінь         | Дисципліна    | Grand Prix | Grand Prix | Grand Prix Special | Grand Prix Special | Grand Prix Freestyle | Grand Prix Freestyle | Загалом         | Загалом         |
| Спортсмен   | Кінь         | Дисципліна    | Результат  | Місце      | Результат          | Місце              | За техніку           | За артистизм         | Результат       | Місце           |
| ----------- | ------------ | ------------- | ---------- | ---------- | ------------------ | ------------------ | -------------------- | -------------------- | --------------- | --------------- |
| Джулі Бруем | Vom Feinsten | Індивідуальні | 68.543     | 44         | Завершив виступ    | Завершив виступ    | Завершив виступ      | Завершив виступ      | Завершив виступ | Завершив виступ |

### Триборство
| Спортсмен                                          | Кінь               | Дисципліна    | Виїздка      | Виїздка | Крос         | Крос       | Крос       | Конкур          | Конкур          | Конкур          | Конкур          | Конкур          | Конкур          | Загалом         | Загалом         |
| Спортсмен                                          | Кінь               | Дисципліна    | Виїздка      | Виїздка | Крос         | Крос       | Крос       | Кваліфікація    | Кваліфікація    | Кваліфікація    | Фінал           | Фінал           | Фінал           | Загалом         | Загалом         |
| Спортсмен                                          | Кінь               | Дисципліна    | Штрафні очки | Місце   | Штрафні очки | Загалом    | Місце      | Штрафні очки    | Загалом         | Місце           | Штрафні очки    | Загалом         | Місце           | Штрафні очки    | Місце           |
| -------------------------------------------------- | ------------------ | ------------- | ------------ | ------- | ------------ | ---------- | ---------- | --------------- | --------------- | --------------- | --------------- | --------------- | --------------- | --------------- | --------------- |
| Кларк Джонстон                                     | Balmoral Sensation | Індивідуальні | 46.50        | 23      | 4.80         | 51.30      | 7          | 0.00            | 51.30           | 5               | 8.00            | 59.30           | 6               | 59.30           | 6               |
| Джонелл Річардс                                    | Faerie Dianimo     | Індивідуальні | 49.50 #      | 43      | 8.00         | 57.50      | 13         | 8.00            | 65.50           | 15              | 8.00            | 73.50           | 17              | 73.50           | 17              |
| Тім Прайс                                          | Ringwood Sky Boy   | Індивідуальні | 47.00        | 29      | Eliminated   | Eliminated | Eliminated | Завершив виступ | Завершив виступ | Завершив виступ | Завершив виступ | Завершив виступ | Завершив виступ | Завершив виступ | Завершив виступ |
| Марк Тодд                                          | Leonidas II        | Індивідуальні | 44.00        | 17      | 2.00         | 46.00      | 4          | 16.00           | 62.00           | 11              | 0.00            | 62.00           | 7               | 62.00           | 7               |
| Кларк Джонстон Джонелл Річардс Тім Прайс Марк Тодд | Див. вище          | Команда       | 137.50       | 6       |              | 154.80     | 2          | 24.00           | 178.80          | 4               | Н/Д             | Н/Д             | Н/Д             | 178.80          | 4               |

"#" позначає, що очки цього вершника не входять до заліку командного змагання, оскільки зараховуються лише результати трьох найкращих вершників.

## Хокей на траві
Підсумок

Легенда:
- FT – Після основного часу.
- P – Долю матчу вирішило пробиття пенальті.

| Команда             | Дисципліна       | Груповий етап        | Груповий етап         | Груповий етап      | Груповий етап      | Груповий етап      | Груповий етап | Чвертьфінал        | Півфінал              | Фінал / БМ         | Фінал / БМ |
| Команда             | Дисципліна       | Суперник Результат   | Суперник Результат    | Суперник Результат | Суперник Результат | Суперник Результат | Місце         | Суперник Результат | Суперник Результат    | Суперник Результат | Місце      |
| ------------------- | ---------------- | -------------------- | --------------------- | ------------------ | ------------------ | ------------------ | ------------- | ------------------ | --------------------- | ------------------ | ---------- |
| New Zealand men's   | чоловічий турнір | Австралія L 1–2      | Велика Британія D 2–2 | Іспанія L 2–3      | Бразилія W 9–0     | Бельгія W 3–1      | 4             | Німеччина L 2–3    | Завершив виступ       | Завершив виступ    | 7          |
| New Zealand women's | жіночий турнір   | Південна Корея W 4–1 | Німеччина L 1–2       | Іспанія W 2–1      | Нідерланди D 1–1   | КНР W 3–0          | 2             | Австралія W 4–2    | Велика Британія L 0–3 | Німеччина L 1–2    | 4          |

### Чоловічий турнір
Склад команди
Шаблон:Склад чоловічої збірної Нової Зеландії з хокею на траві на літніх Олімпійських іграх 2016
Груповий етап
Шаблон:Підсумкова таблиця в групі A чоловічого турніру з хокею на траві на літніх Олімпійських іграх 2016
Шаблон:Чоловічий турнір з хокею на траві на літніх Олімпійських іграх 2016, гра A2
Шаблон:Чоловічий турнір з хокею на траві на літніх Олімпійських іграх 2016, гра A4
Шаблон:Чоловічий турнір з хокею на траві на літніх Олімпійських іграх 2016, гра A7
Шаблон:Чоловічий турнір з хокею на траві на літніх Олімпійських іграх 2016, гра A10
Шаблон:Чоловічий турнір з хокею на траві на літніх Олімпійських іграх 2016, гра A14
Чвертьфінал
Шаблон:Чоловічий турнір з хокею на траві на літніх Олімпійських іграх 2016, гра C4

### Жіночий турнір
Склад команди
Шаблон:Склад жіночої збірної Нової Зеландії з хокею на траві на літніх Олімпійських іграх 2016
Груповий етап
Шаблон:Підсумкова таблиця в групі A жіночого турніру з хокею на траві на літніх Олімпійських іграх 2016
Шаблон:Жіночий турнір з хокею на траві на літніх Олімпійських іграх 2016, гра A1
Шаблон:Жіночий турнір з хокею на траві на літніх Олімпійських іграх 2016, гра A4
Шаблон:Жіночий турнір з хокею на траві на літніх Олімпійських іграх 2016, гра A7
Шаблон:Жіночий турнір з хокею на траві на літніх Олімпійських іграх 2016, гра A12
Шаблон:Жіночий турнір з хокею на траві на літніх Олімпійських іграх 2016, гра A15
Чвертьфінал
Шаблон:Жіночий турнір з хокею на траві на літніх Олімпійських іграх 2016, гра C1
Півфінал
Шаблон:Жіночий турнір з хокею на траві на літніх Олімпійських іграх 2016, гра D2
Матч за бронзову медаль
Шаблон:Жіночий турнір з хокею на траві на літніх Олімпійських іграх 2016, гра E1

## Футбол

### Жіночий турнір
Склад команди
Шаблон:Склад жіночої збірної Нової Зеландії з футболу на літніх Олімпійських іграх 2016
Груповий етап
Футбол на літніх Олімпійських іграх 2016 — жіночий турнір – Group G
Шаблон:Жіночий турнір з футболу на літніх Олімпійських іграх 2016, гра G1
Шаблон:Жіночий турнір з футболу на літніх Олімпійських іграх 2016, гра G4
Шаблон:Жіночий турнір з футболу на літніх Олімпійських іграх 2016, гра G6

## Гольф
| Спортсмен | Дисципліна | Раунд 1   | Раунд 2   | Раунд 3   | Раунд 4   | Загалом   | Загалом | Загалом |
| Спортсмен | Дисципліна | Результат | Результат | Результат | Результат | Результат | Пар     | Місце   |
| --------- | ---------- | --------- | --------- | --------- | --------- | --------- | ------- | ------- |
| Раян Фокс | чоловіки   | 70        | 73        | 74        | 68        | 285       | 1       | 39      |
| Денні Лі  | чоловіки   | 72        | 65        | 76        | 69        | 282       | −2      | 27      |
| Лідія Ко  | жінки      | 69        | 70        | 65        | 69        | 273       | −11     | 2       |

## Гімнастика

### Спортивна гімнастика
Чоловіки
| Спортсмен | Дисципліна | Кваліфікація    | Кваліфікація       | Кваліфікація | Кваліфікація | Кваліфікація | Кваліфікація | Кваліфікація | Кваліфікація | Фінал  | Фінал  | Фінал  | Фінал  | Фінал           | Фінал           | Фінал           | Фінал           |                 |                 |                 |                 |
| Спортсмен | Дисципліна | Вправа          | Вправа             | Вправа       | Вправа       | Вправа       | Вправа       | Загалом      | Місце        | Вправа | Вправа | Вправа | Вправа | Вправа          | Вправа          | Загалом         | Місце           |                 |                 |                 |                 |
| --------- | ---------- | --------------- | ------------------ | ------------ | ------------ | ------------ | ------------ | ------------ | ------------ | ------ | ------ | ------ | ------ | --------------- | --------------- | --------------- | --------------- | --------------- | --------------- | --------------- | --------------- |
| Спортсмен | Дисципліна | Михайло Кудінов | Абсолютна першість | 13.200       | 12.600       | 13.433       | 13.799       | Загалом      | Місце        | 14.700 | 12.833 | 80.899 | 45     | Завершив виступ | Завершив виступ | Завершив виступ | Завершив виступ | Завершив виступ | Завершив виступ | Завершив виступ | Завершив виступ |

Жінки
| Спортсменка | Дисципліна | Кваліфікація     | Кваліфікація       | Кваліфікація | Кваліфікація | Кваліфікація | Кваліфікація | Фінал  | Фінал  | Фінал  | Фінал  | Фінал   | Фінал |                  |                  |                  |                  |                  |                  |
| Спортсменка | Дисципліна | Вправа           | Вправа             | Вправа       | Вправа       | Загалом      | Місце        | Вправа | Вправа | Вправа | Вправа | Загалом | Місце |                  |                  |                  |                  |                  |                  |
| ----------- | ---------- | ---------------- | ------------------ | ------------ | ------------ | ------------ | ------------ | ------ | ------ | ------ | ------ | ------- | ----- | ---------------- | ---------------- | ---------------- | ---------------- | ---------------- | ---------------- |
| Спортсменка | Дисципліна | Кортні Макгрегор | Абсолютна першість | 14.333       | 12.433       | Загалом      | Місце        | 13.000 | 13.066 | 53.165 | 41     | Загалом | Місце | Завершила виступ | Завершила виступ | Завершила виступ | Завершила виступ | Завершила виступ | Завершила виступ |

### Стрибки на батуті
| Спортсмен   | Дисципліна | Кваліфікація | Кваліфікація | Фінал     | Фінал |
| Спортсмен   | Дисципліна | Результат    | Місце        | Результат | Місце |
| ----------- | ---------- | ------------ | ------------ | --------- | ----- |
| Ділан Шмідт | чоловіки   | 107.660      | 8 Q          | 57.140    | 7     |

## Дзюдо
| Спортсмен       | Категорія        | 1/16 фіналу               | 1/8 фіналу               | Чвертьфінали       | Півфінали          | Втішний поєдинок   | Фінал / БМ         | Фінал / БМ       |
| Спортсмен       | Категорія        | Суперник Результат        | Суперник Результат       | Суперник Результат | Суперник Результат | Суперник Результат | Суперник Результат | Місце            |
| --------------- | ---------------- | ------------------------- | ------------------------ | ------------------ | ------------------ | ------------------ | ------------------ | ---------------- |
| Дарсіна Мануель | до 57 кг (жінки) | Заблудіна (RUS) W 001–000 | Монтейру (POR) L 000–002 | Завершила виступ   | Завершила виступ   | Завершила виступ   | Завершила виступ   | Завершила виступ |

## Академічне веслування
Чоловіки
Шаблон:New Zealand 2016 Summer Olympics rowing results/men
Жінки
Шаблон:New Zealand 2016 Summer Olympics rowing results/women
Пояснення до кваліфікації: FA=Фінал A (за медалі); FB=Фінал B (не за медалі); FC=Фінал C (не за медалі); FD=Фінал D (не за медалі); FE=Фінал E (не за медалі); FF=Фінал F (не за медалі); SA/B=Півфінали A/B; SC/D=Півфінали C/D; SE/F=Півфінали E/F; QF=Чвертьфінали; R=Потрапив у втішний заплив

## Регбі-7

### Чоловічий турнір
Склад команди
Шаблон:Склад чоловічої збірної Нової Зеландії з регбі-7 на літніх Олімпійських іграх 2016
Груповий етап
Шаблон:Підсумкова таблиця в групі C чоловічого турніру з регбі-7 на літніх Олімпійських іграх 2016
Шаблон:Чоловічий турнір з регбі-7 на літніх Олімпійських іграх 2016, гра C2
Шаблон:Чоловічий турнір з регбі-7 на літніх Олімпійських іграх 2016, гра C4
Шаблон:Чоловічий турнір з регбі-7 на літніх Олімпійських іграх 2016, гра C6
Чвертьфінал
Шаблон:Чоловічий турнір з регбі-7 на літніх Олімпійських іграх 2016, гра D1
Classification semifinal (5–8)
Шаблон:Чоловічий турнір з регбі-7 на літніх Олімпійських іграх 2016, гра F1
Матч за п'яте місце
Шаблон:Чоловічий турнір з регбі-7 на літніх Олімпійських іграх 2016, гра F4

### Жіночий турнір
Склад команди
Шаблон:Склад жіночої збірної Нової Зеландії з регбі-7 на літніх Олімпійських іграх 2016
Груповий етап
Шаблон:Підсумкова таблиця в групі B жіночого турніру з регбі-7 на літніх Олімпійських іграх 2016
Шаблон:Жіночий турнір з регбі-7 на літніх Олімпійських іграх 2016, гра B2
Шаблон:Жіночий турнір з регбі-7 на літніх Олімпійських іграх 2016, гра B4
Шаблон:Жіночий турнір з регбі-7 на літніх Олімпійських іграх 2016, гра B6
Чвертьфінал
Шаблон:Жіночий турнір з регбі-7 на літніх Олімпійських іграх 2016, гра D4
Півфінал
Шаблон:Жіночий турнір з регбі-7 на літніх Олімпійських іграх 2016, гра G2
Гонка за золоту медаль
Шаблон:Жіночий турнір з регбі-7 на літніх Олімпійських іграх 2016, гра H2

## Вітрильний спорт
Чоловіки
| Спортсмен                      | Дисципліна | Заплив | Заплив | Заплив | Заплив | Заплив | Заплив | Заплив | Заплив | Заплив | Заплив | Заплив | Заплив | Заплив | Очки | Підсумкове місце |
| Спортсмен                      | Дисципліна | 1      | 2      | 3      | 4      | 5      | 6      | 7      | 8      | 9      | 10     | 11     | 12     | M*     | Очки | Підсумкове місце |
| ------------------------------ | ---------- | ------ | ------ | ------ | ------ | ------ | ------ | ------ | ------ | ------ | ------ | ------ | ------ | ------ | ---- | ---------------- |
| Сем Міч                        | Лазер      | 19     | 3      | 5      | 6      | 14     | 17     | 13     | 6      | 12     | 1      | Н/Д    | Н/Д    | 8      | 85   | 3                |
| Джош Джуніор                   | Фінн       | 18     | 24     | 14     | 14     | 5      | 3      | 18     | 2      | 4      | 6      | Н/Д    | Н/Д    | 8      | 92   | 7                |
| Пол Сноу-Гансен Деніел Вілкокс | 470        | 2      | 10     | 20     | 15     | 23     | 5      | 2      | 13     | 10     | 15     | Н/Д    | Н/Д    | 12     | 104  | 10               |
| Пітер Берлінг Блер Тьюк        | 49er       | 1      | 1      | 5      | 2      | 7      | 6      | 2      | 3      | 1      | 3      | 5      | 4      | 2      | 33   | 1                |

Жінки
| Спортсменка                 | Дисципліна | Заплив | Заплив | Заплив | Заплив | Заплив | Заплив | Заплив | Заплив | Заплив | Заплив | Заплив | Заплив | Заплив | Очки | Підсумкове місце |
| Спортсменка                 | Дисципліна | 1      | 2      | 3      | 4      | 5      | 6      | 7      | 8      | 9      | 10     | 11     | 12     | M*     | Очки | Підсумкове місце |
| --------------------------- | ---------- | ------ | ------ | ------ | ------ | ------ | ------ | ------ | ------ | ------ | ------ | ------ | ------ | ------ | ---- | ---------------- |
| Джо Алех Олівія Поурі       | 470        | 21 DSQ | 1      | 4      | 1      | 12     | 21 DSQ | 3      | 1      | 1      | 4      | Н/Д    | Н/Д    | 6      | 54   | 2                |
| Александра Мелоні Моллі Міч | 49erFX     | 6      | 5      | 4      | 4      | 5      | 1      | 6      | 12     | 3      | 3      | 5      | 5      | 4      | 51   | 2                |

Змішаний
| Спортсмен                    | Дисципліна | Заплив | Заплив | Заплив | Заплив | Заплив | Заплив | Заплив | Заплив | Заплив | Заплив | Заплив | Заплив | Заплив | Очки | Підсумкове місце |
| Спортсмен                    | Дисципліна | 1      | 2      | 3      | 4      | 5      | 6      | 7      | 8      | 9      | 10     | 11     | 12     | M*     | Очки | Підсумкове місце |
| ---------------------------- | ---------- | ------ | ------ | ------ | ------ | ------ | ------ | ------ | ------ | ------ | ------ | ------ | ------ | ------ | ---- | ---------------- |
| Джейсон Сондерс Джемма Джонс | Nacra 17   | 9      | 13     | 7      | 5      | 4      | 2      | 4      | 8      | 12     | 13     | 13     | 2      | 2      | 81   | 4                |

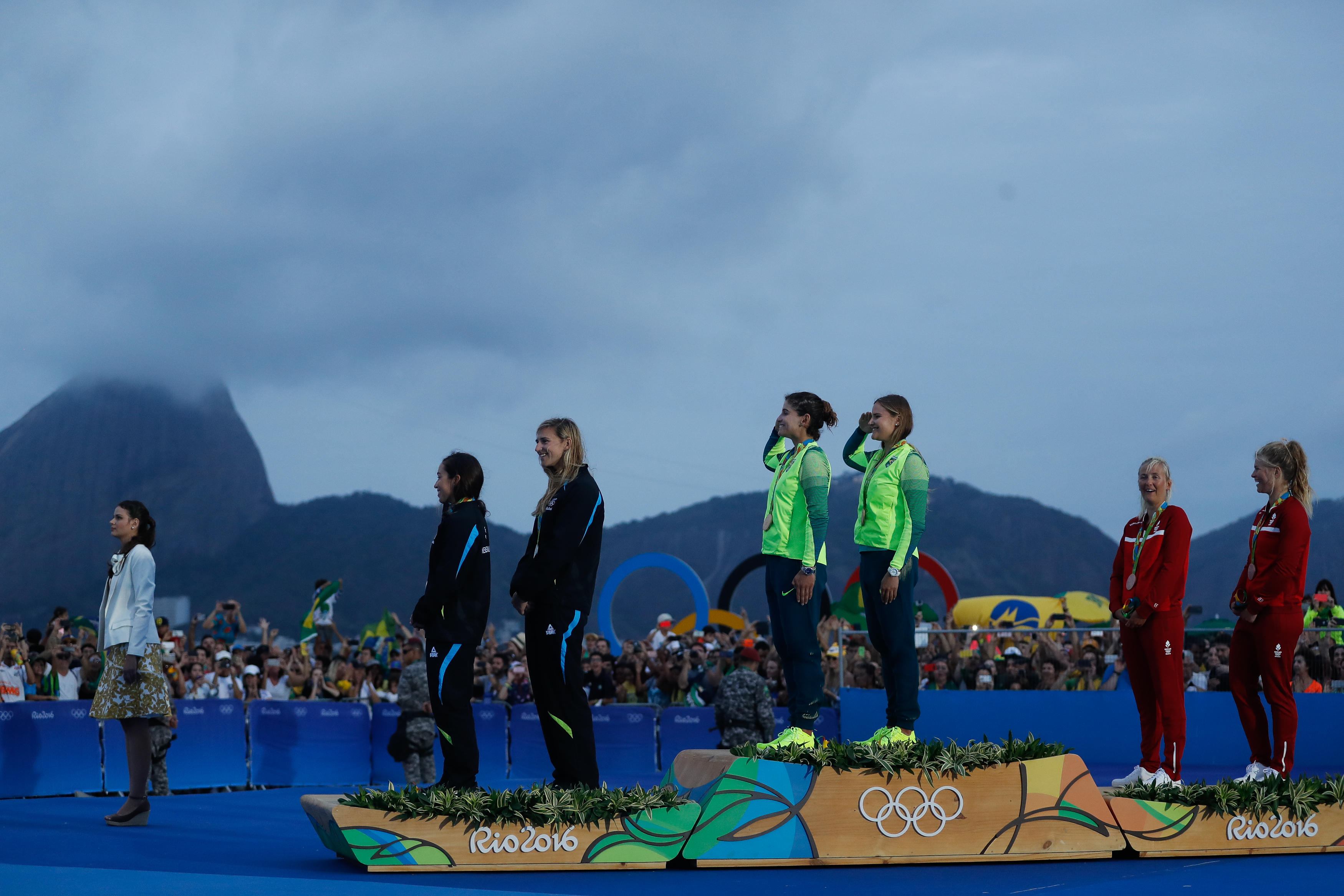
49er FX medal ceremony (l-r) Александра Мелоні, Моллі Міч (New Zealand); Мартіна Граель, Кахена Кунце (Brazil); Єна Гансен, Катя Сальсков-Іверсен (Denmark)

M = Медальний заплив; EL = Вибув – не потрапив до медального запливу

## Стрільба
| Спортсмен   | Дисципліна                             | Кваліфікація | Кваліфікація | Півфінал         | Півфінал         | Фінал            | Фінал            |
| Спортсмен   | Дисципліна                             | Очки         | Місце        | Очки             | Місце            | Очки             | Місце            |
| ----------- | -------------------------------------- | ------------ | ------------ | ---------------- | ---------------- | ---------------- | ---------------- |
| Раян Тейлор | гвинтівка лежачи, 50 метрів (чоловіки) | 622.4        | 16           | Н/Д              | Н/Д              | Завершив виступ  | Завершив виступ  |
| Наталі Руні | трап (жінки)                           | 68           | 4 Q          | 13 (+1)          | 2 Q              | 11               | 2                |
| Хлоя Тіппл  | скит (жінки)                           | 67           | 13           | Завершила виступ | Завершила виступ | Завершила виступ | Завершила виступ |

Пояснення до кваліфікації: Q = Пройшов у наступне коло; q = Кваліфікувався щоб змагатись у поєдинку за бронзову медаль

## Плавання
Чоловіки
| Спортсмен      | Дисципліна            | Попередній заплив | Попередній заплив | Півфінал        | Півфінал        | Фінал           | Фінал           |
| Спортсмен      | Дисципліна            | Час               | Місце             | Час             | Місце           | Час             | Місце           |
| -------------- | --------------------- | ----------------- | ----------------- | --------------- | --------------- | --------------- | --------------- |
| Бредлі Ешбі    | 200 м батерфляєм      | 2:01.22           | 29                | Завершив виступ | Завершив виступ | Завершив виступ | Завершив виступ |
| Бредлі Ешбі    | 200 м комплексом      | 1:59.77           | 16 Q              | 2:00.45         | 14              | Завершив виступ | Завершив виступ |
| Метью Гатчінс  | 400 м вільним стилем  | 3:48.25           | 19                | Н/Д             | Н/Д             | Завершив виступ | Завершив виступ |
| Метью Гатчінс  | 1500 м вільним стилем | 15:32.60          | 38                | Н/Д             | Н/Д             | Завершив виступ | Завершив виступ |
| Корі Мейн      | 100 м на спині        | 53.99             | 16 Q              | 54.29           | 15              | Завершив виступ | Завершив виступ |
| Корі Мейн      | 200 м на спині        | 1:57.51           | 15 Q              | 1:58.08         | 14              | Завершив виступ | Завершив виступ |
| Кейн Редфорд   | 10 км                 | Н/Д               | Н/Д               | Н/Д             | Н/Д             | 1:53:18.7       | 18              |
| Гленн Снайдерс | 100 м брасом          | 1:00.26           | =16 Q             | 1:00.50         | 15              | Завершив виступ | Завершив виступ |
| Гленн Снайдерс | 200 м брасом          | 2:12.47           | 23                | Завершив виступ | Завершив виступ | Завершив виступ | Завершив виступ |
| Метью Стенлі   | 100 м вільним стилем  | 50.14             | 42                | Завершив виступ | Завершив виступ | Завершив виступ | Завершив виступ |
| Метью Стенлі   | 200 м вільним стилем  | 1:47.37           | 20                | Завершив виступ | Завершив виступ | Завершив виступ | Завершив виступ |

Жінки
| Спортсменка   | Дисципліна           | Попередній заплив | Попередній заплив | Півфінал         | Півфінал         | Фінал            | Фінал            |
| Спортсменка   | Дисципліна           | Час               | Місце             | Час              | Місце            | Час              | Місце            |
| ------------- | -------------------- | ----------------- | ----------------- | ---------------- | ---------------- | ---------------- | ---------------- |
| Лорен Бойл    | 400 м вільним стилем | 4:07.90           | 14                | Н/Д              | Н/Д              | Завершила виступ | Завершила виступ |
| Лорен Бойл    | 800 м вільним стилем | 8:25.84           | 9                 | Н/Д              | Н/Д              | Завершила виступ | Завершила виступ |
| Гелена Гассон | 100 м батерфляєм     | 59.82             | 32                | Завершила виступ | Завершила виступ | Завершила виступ | Завершила виступ |
| Гелена Гассон | 200 м батерфляєм     | 2:12.18           | 25                | Завершила виступ | Завершила виступ | Завершила виступ | Завершила виступ |
| Емма Робінсон | 800 м вільним стилем | 8:33.73           | 16                | Н/Д              | Н/Д              | Завершила виступ | Завершила виступ |

## Тхеквондо
| Спортсмен     | Категорія        | 1/8 фіналу         | Чвертьфінали       | Півфінали          | Втішний поєдинок   | Фінал / БМ         | Фінал / БМ       |
| Спортсмен     | Категорія        | Суперник Результат | Суперник Результат | Суперник Результат | Суперник Результат | Суперник Результат | Місце            |
| ------------- | ---------------- | ------------------ | ------------------ | ------------------ | ------------------ | ------------------ | ---------------- |
| Андреа Кілдей | до 49 кг (жінки) | Sing (BRA) L 5–7   | Завершила виступ   | Завершила виступ   | Завершила виступ   | Завершила виступ   | Завершила виступ |

## Теніс
| Спортсмен                    | Дисципліна               | 1/16 фіналу                                  | 1/8 фіналу         | Чвертьфінали       | Півфінали          | Фінал / БМ         | Фінал / БМ      |
| Спортсмен                    | Дисципліна               | Суперник Результат                           | Суперник Результат | Суперник Результат | Суперник Результат | Суперник Результат | Місце           |
| ---------------------------- | ------------------------ | -------------------------------------------- | ------------------ | ------------------ | ------------------ | ------------------ | --------------- |
| Marcus Daniell Michael Venus | Парний розряд (чоловіки) | Нестор / Поспішил (CAN) L 6–4, 3–6, 6–7(6–8) | Завершив виступ    | Завершив виступ    | Завершив виступ    | Завершив виступ    | Завершив виступ |

## Тріатлон
| Спортсмен     | Дисципліна | Плавання, 1,5 км | Перехід 1 | Велосипед, 40 км | Перехід 2 | Біг, 10 км | Загалом Time | Місце |
| ------------- | ---------- | ---------------- | --------- | ---------------- | --------- | ---------- | ------------ | ----- |
| Тоні Доддс    | чоловіки   | 17:31            | 0:47      | 56:24            | 0:36      | 33:06      | 1:48:24      | 21    |
| Раян Сіссонс  | чоловіки   | 17:34            | 0:48      | 56:20            | 0:34      | 32:45      | 1:48:01      | 17    |
| Андреа Г'юїтт | жінки      | 19:04            | 0:56      | 1:01:28          | 0:41      | 36:06      | 1:58:15      | 7     |
| Нікі Семюелс  | жінки      | 19:06            | 0:56      | 1:01:27          | 0:43      | 37:18      | 1:59:30      | 13    |

## Важка атлетика
| Спортсмен       | Категорія           | Ривок     | Ривок | Поштовх   | Поштовх | Загалом | Місце |
| Спортсмен       | Категорія           | Результат | Місце | Результат | Місце   | Загалом | Місце |
| --------------- | ------------------- | --------- | ----- | --------- | ------- | ------- | ----- |
| Річі Паттерсон  | до 85 кг (чоловіки) | 149       | 17    | 181       | 16      | 330     | 16    |
| Трейсі Лембрекс | понад 75 кг (жінки) | 98        | 15    | 133       | 13      | 231     | 13    |

## Боротьба
Легенда:
- VT – Перемога на туше.
- PP – Перемога за очками – з технічними очками в того, хто програв.
- PO – Перемога за очками – без технічних очок в того, хто програв.

Греко-римська боротьба
| Спортсмен    | Категорія | Кваліфікація        | 1/8 фіналу          | Чвертьфінал         | Півфінал            | Втішний поєдинок 1  | Втішний поєдинок 2  | Фінал / БМ          | Фінал / БМ          |
| Спортсмен    | Категорія | Суперник Результат  | Суперник Результат  | Суперник Результат  | Суперник Результат  | Суперник Результат  | Суперник Результат  | Суперник Результат  | Місце               |
| ------------ | --------- | ------------------- | ------------------- | ------------------- | ------------------- | ------------------- | ------------------- | ------------------- | ------------------- |
| Крейґ Міллер | до 66 кг  | Знявся через травму | Знявся через травму | Знявся через травму | Знявся через травму | Знявся через травму | Знявся через травму | Знявся через травму | Знявся через травму |